# Robert A. King
Robert A. King (New York, 20 settembre 1862 – New York, 14 aprile 1932) è stato un compositore e paroliere statunitense noto anche con gli pseudonimi Robert Adolph King, Mary Earl, Robert A. Keiser, Mrs. Ravenhall, R. A. Wilson, Robert King, Betty Chapin, Robert A. K. King, Robert A. "Bobo" King, R. A. King e Alice White.

## Biografia
Alcuni autori ritengono che King abbia scritto la canzone The Fountain in the Park, accreditata al vaudevilliano Ed Haley.
Nel gennaio del 1903, King diresse il Dipartimento Insegnanti per la Leo Feist Inc., uno degli editori musicali di Tin Pan Alley.
Il suo primo successo fu “Anona”. Collaborò musicalmente con Ballard Macdonald, Billy Moll, Ted Fiorito, Howard Johnson, Gus Kahn e Charley Straight.
Nel 1918, King col nome di Mary Earl compose Beautiful Ohio con testi di Ballard Macdonald. Nell'anno in cui fu pubblicato, il brano fu in testa alle classifiche e vendette più di cinque milioni di copie per l'editore Shapiro, Bernstein, & Company.

## Brani selezionati
- You're the Only One (1900)[7]
- My Moonbeam Babe (1901)[7]
- De Sandman's Coming 'round (1901)[7]
- Beyond the Gates of Paradise (1901)[7]
- Anona (1903)
- The Daisy and the Butterfly (1902)[7]
- An Afternoon Tea (1903)[7]
- Tell Me, Pretty Maiden (1903)[7]
- With Robert Recker. Zenobie: march and two step. (1904) OCLC 11185049
- Romany Waltz[7]
- Gee! What a Wonderful Time We'll Have When the Boys Come Home (1917) OCLC 20119914
- My Sweetheart is Somewhere in France[7]
- ’’Lafayette, We Hear you Calling’’ (1918)[14][15]
- From Valley Forge to France (1918) OCLC 84533041
- With Ballard MacDonald. Beautiful Ohio (1918) Arrangiato per orchestra da ballo da Bob Haring nel 1936. OCLC 696390859
- Cheer Up, Mother (1918)
- ’’Dreamy Alabama’’ (1919)
- Ruspana (1919)[7]
- Wild flower (1920))[7]
- ’’In Old Manila’’ (1920) OCLC 26006985
- ’’Love Bird’’ (1921)[7]
- Isle of Paradise (1921)[7]
- I Ain't Nobody's Darling (1921)[7]
- Just Like a Rainbow (1921)[7]
- By the Old Ohio Shore (1921)[7]
- In Rosetime (When We Said Goodbye) (1922)[7]
- Honeymoon Chimes (1922)[7]
- I've Got the 'Yes, We Have No Bananas' Blues (1923)[7]
- Mississippi Ripples (1923)[7]
- The Clock is Playing (1924)[7]
- Why Did I Kiss that Girl? (1924)[7]
- With Charley Straight. I Need Some Pettin` (1924)[12]
- Peter Pan (I Love You) (1925)[12]
- Seminola(1925)[12]
- Keep Your Skirts Down, Mary Ann(1925)[12]
- Tell Me You Love Me (1926)[12]
- With Billy Moll, and Howard Johnson. I Scream, You Scream, We All Scream for Ice Cream (1927) and (1928) OCLC 43026474
- With Marvin Lee. Rocky Mountain Lullaby (1931) OCLC 18861363
- With Morton Downey, and Sam M. Lewis. An Old Fashioned Home in New Hampshire (1931) OCLC 18852827